# Frew McMillan
Frew Donald McMillan (født 20. maj 1942 i Springs, Sydafrika) er en tennisspiller fra Sydafrika. Han var en af verdens bedste mandlige tennisspillere i 1970'erne og vandt i løbet af sin karriere ti grand slam-titler: fem i herredouble (alle med Bob Hewitt som makker) og fem i mixed double (heraf fire med Betty Stöve som makker). Sammen med Hewitt vandt han også Masters Grand Prix i double i 1974.
Frew McMillan var endvidere en del af det sydafrikanske hold, der vandt Davis Cup i 1974, og han var nr. 1 på ATP's verdensrangliste i herredouble i 85 uger i perioden 1977-1979, heraf 80 uger i træk fra 25. juli 1977 til 4. februar 1979. 
Han blev i 1992 valgt ind i International Tennis Hall of Fame.